# Sieg über die Sonne (Oper)
Sieg über die Sonne (russisch Победа над Солнцем, Pobeda nad Solncem) ist der Titel der ersten futuristischen Oper der Künstler Alexei Krutschonych, Welimir Chlebnikow, Michail Matjuschin und Kasimir Malewitsch. Die einzigen Aufführungen fanden am 3. und am 5. Dezember 1913 im Lunapark-Theater in Sankt Petersburg statt und führten zu einem der größten Skandale der Theatergeschichte. Die Oper spielt eine bedeutende Rolle in der Geschichte der russischen Avantgarde und wurde von Kasimir Malewitsch rückwirkend als Beginn seiner suprematistischen Phase gesehen.

## Autoren
Die Oper ist das Ergebnis einer interdisziplinären Kollektivarbeit der russischen Künstler Alexei Krutschonych (Libretto), Welimir Chlebnikow (Prolog), Michail Matjuschin (Musik) und Kasimir Malewitsch (Lichtregie, Kostüme und Bühnenbild), die nach dem ersten panrussischen Kongress der Futuristen (der „Sänger der Zukunft“) in Uusikirkko, dem heutigen russischen Poljany, im Juli 1913 begann. Ziel der Zusammenkunft war es, ein futuristisches Theater als Angriff auf „das Bollwerk des künstlerischen Elends“, das russische Theater zu schreiben. Die Aufführungen wurden von der Künstlergruppe Sojus Molodeschi (Union der Jugend) organisiert. Die Miete für das Theater soll einen Großteil der Mittel für die Produktion in Anspruch genommen haben.

## Inhalt
Der Prolog des Stückes steht in keiner Beziehung zum weiteren Inhalt der Oper, sondern soll die Aufmerksamkeit des Publikums erregen. Die eigentliche Handlung fokussiert dann hauptsächlich auf den Erlebnissen eines Zeitreisenden, der von einer veränderten Gesellschaft im 35. Jahrhundert erzählt, „dort ist Kraft ohne Gewalt, und die Rebellen kämpfen mit der Sonne und obwohl dort kein Glück ist, sehen alle glücklich und unsterblich aus … Kein Wunder, dass ich ganz staubig bin …“ Der Kampf der „futuristischen Kraftmenschen“ gegen die Sonne wird gewonnen und die Sonne in ein „Haus aus Beton“ eingeschlossen. Der zweite Aufzug schildert die Perspektiven der Gesellschaft ohne Sonne „in zehnten Ländern“, ohne Vergangenes und ohne Erinnerung: „Wir haben auf das Vergangene geschossen. Ist denn etwas geblieben? Keine Spur.“ Es zeigt sich, dass die Befreiten mit ihrer gewonnenen Freiheit wenig anfangen können: „Allen wurde leicht zu atmen und viele wissen nicht, was sie mit sich tun sollen vor unwahrscheinlicher Leichtigkeit. Einige versuchen sich zu ertränken, die Schwachen haben den Verstand verloren, sie sagten: wir können doch schrecklich und stark werden. Das hat sie beschwert.“ Am Ende steht die Schlussfolgerung: „Anfang gut, alles gut, wir sind ohne Ende. Geht auch die ganze Welt zugrund, wir sind ohne Ende.“ Der Handlungsverlauf wird von teils unverständlichen und alogischen Episoden überblendet, die das lineare Verstehen der Geschichte erheblich erschweren.

## Hintergrund – Russische Revolution, Futurismus und Suprematismus
„Wir praktizieren in einer Opernaufführung die totale Zerschlagung der Begriffe und Worte, der alten Dekoration und der musikalischen Harmonie. Wir schufen ein neues, von konventionellem Erleben befreites Werk, – voll in sich selbst in scheinbarer Sinnlosigkeit der Worte, der Malerei und der Laute, – wir schufen die neuen Zeichen der Zukunft“ (zitiert nach Mona Förtsch). Die Distanz zur eigentlichen Handlung, die durch Stilmittel, wie absichtliches Falschsingen oder Onomatopöie sowie ein umgestimmtes Klavier anstelle des üblichen Orchesters erreicht wird, lässt letztlich keine Schlussfolgerungen hinsichtlich etwaiger politischer Absichten der Autoren zu, obwohl die Zeit, in der die Oper entstand und aufgeführt wurde, deutlich reflektiert und kommentiert wird. Die Absichten hinsichtlich einer Erneuerung der Theaterkultur und der russischen Kunst und Kultur im Allgemeinen waren dabei offensichtlich: „Die Schauspieler waren inmitten der Zuschauer positioniert, schrieen diese im Laufe des Stückes an, griffen nach ihnen und bespuckten sie. Das eigentliche Ziel … [war] … die Einbeziehung des Zuschauers in die Darstellung, um geistige und körperliche Ausbrüche zu provozieren und so Kunst spürbar zu machen.“ Die Oper „vergegenwärtigt den Kampf der Erdbewohner gegen die Sonne – Symbol der Lebenskraft, aber auch der Vernunft, der Aufklärung – sowie die endgültige Bezwingung des Gestirns durch die moderne Technik, vor allem durch den Einsatz von Flugmaschinen.“ Krutschonych bedient sich an mehreren Stellen der von ihm entwickelten transrationalen Zaum-Sprache, eines lauthaften Vorläufers von Dada und konkreter Poesie: „Der Zakuverkalaj juckte ihn […] Sprenkurezal stor dvan entel ti te […] Amda kurlo tu ti gefasst und eingesaugt […] L L L KR KR TLP TLMT KR VD T R KR VUBR DU DU RA L K B I SHR VIDA DIBA“. Matjuschin komponierte die Musik unter Verwendung von Vierteltonintervallen (erste Vierteltonexperimente) und Geräuschen, so Propeller- und Maschinengeräuschen, Kanonendonner. Der Bühnenvorhang zeigte das Schwarze Quadrat von Kasimir Malewitsch, das substanzgewordene Nichts, eines der Schlüsselwerke der Kunstgeschichte, des Futurismus und Initialwerk des Suprematismus. Durch die kubofuturistischen Kostüme waren die Möglichkeiten hinsichtlich der Bewegungsabläufe reduziert. Bühnenbild und Kostüme wurden durch den Einsatz von Scheinwerfern und Lichteffekten in ihrer Wirkung auf die Zuschauer verstärkt, die Körper der Schauspieler oft nur teilweise beleuchtet. Die Kostüme aus Draht und Pappe orientierten sich an den geometrischen Grundformen und den Farben Schwarz, Gelb, Rot und Blau. Eines der erklärten Ziele der Oper war es, den Übergang vom Kubismus zur Gegenstandslosigkeit in Szene zu setzen.
Mehr als bei vielen anderen Ereignissen muss der historisch-politische, insbesondere aber auch der künstlerisch-kulturelle Zusammenhang für eine Interpretation hinzugezogen werden. Der politische Hintergrund ist – wenn auch die Absichten der Autoren schwer zu bewerten sind – weit offenbarer als der künstlerische. So kann das Stück nahtlos in die prärevolutionären Entwicklungen in Russland seit 1905 gestellt werden. Der Kampf gegen die Sonne symbolisiert den Kampf gegen das Althergekommene und spiegelt die industrielle Revolution des blühenden spätzaristischen Russland wider. Die ironische Brechung durch die aufgeführten künstlerischen Stilmittel lässt dabei unterschiedliche Schlussfolgerungen zu und stellt den revolutionären Gehalt zum Teil auf den Kopf. Denkbar offen ist der Spielraum für mögliche Interpretationen. Der Skandal kam indes wohl vor allem durch die konsequente Verwendung der zu seiner Zeit noch befremdenden Stilmittel zustande. Aber auch inhaltlich zeigt sich Distanz. Nach der Gefangennahme der Sonne heißt es: „Wir sind frei. Zerschlagen ist die Sonne. Es lebe die Dunkelheit, die schwarzen Götter, ihr Liebling – das Schwein.“ Das Licht der Sonne ist ins Innere verlegt: „Von Angesicht sind wir dunkel. Unser Licht ist in uns.“ Die Aufführungen der Oper sollen zu handfesten Auseinandersetzungen mit dem Publikum geführt haben, die meisten Kritiker lehnten das Werk rundherum ab. Die Oper hat zahlreiche Künstler in ihrem Schaffen beeinflusst, so El Lissitzky, der Sieg über die Sonne 1923 mit einem Mappenwerk thematisierte.

## Aufbau und Bühnenbilder
Sieg über die Sonne gliedert sich in einen Prolog, zwei Aufzüge und sechs Bilder. Vier Bilder sind für den ersten Aufzug vorgesehen, zwei Bilder für den zweiten. Nachfolgend alle erhaltenen Skizzen von Malewitsch für die Bühnenbilder. Malewitsch schuf in späteren Jahren noch weitere Skizzen nach den Vorhängen, die hier nicht abgebildet sind.

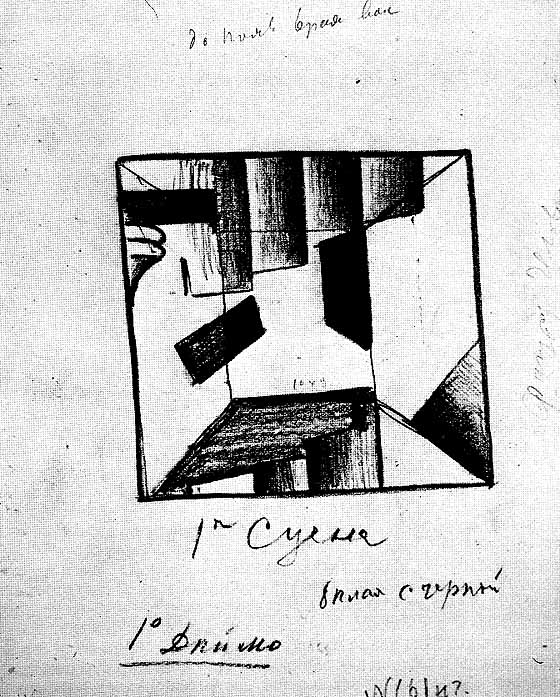
1. Akt, 1. Szene
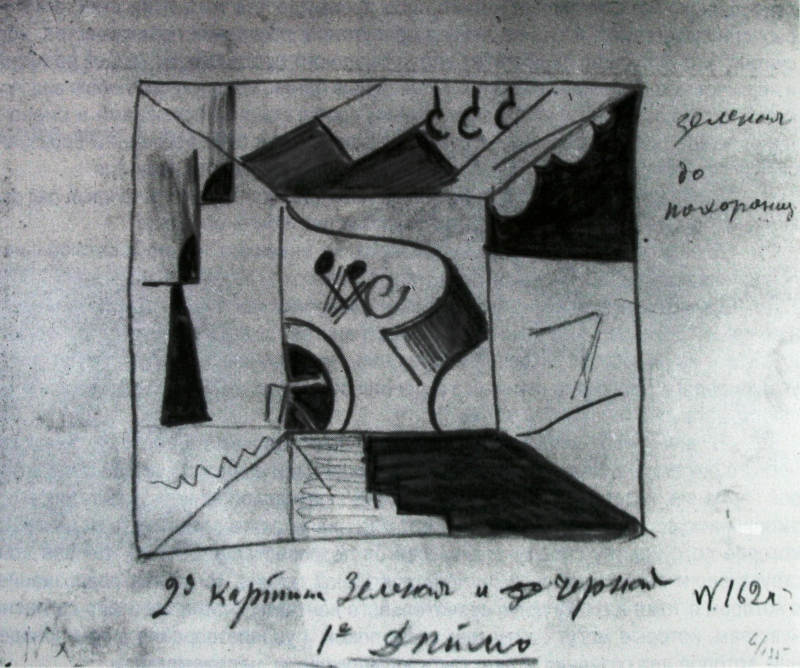
1. Akt, 2. Szene
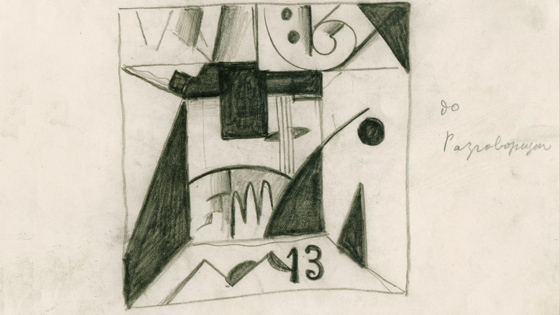
1. Akt, 3. Szene
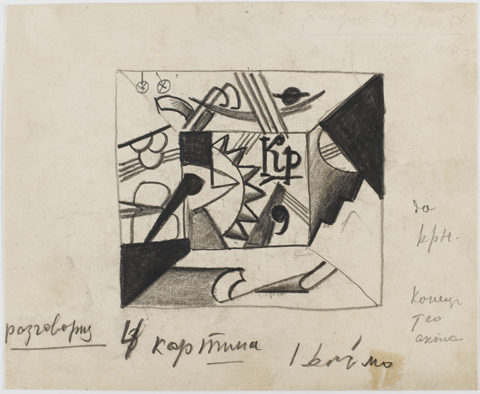
1. Akt, 4. Szene
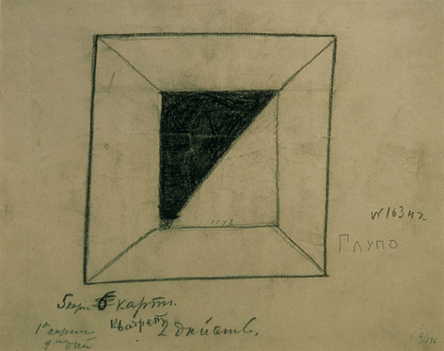
2. Akt, 1. Szene
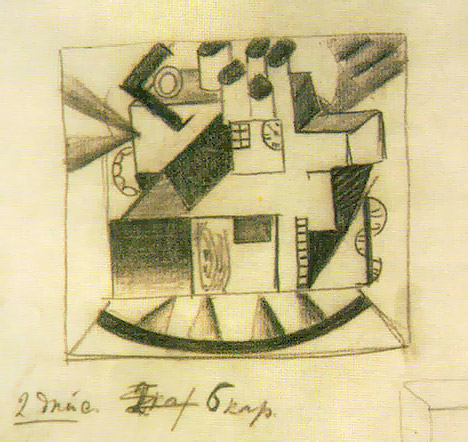
2. Akt, 6. Szene

## Besetzung
Es wurden hauptsächlich Laiendarsteller als kontrapersonale, stark stereotype Charaktere vorgestellt:
| - Erster futuristischer Kraftmensch - Zweiter futuristischer Kraftmensch - Nero und Caligula in einer Person - Reisender durch alle Zeiten - Irgendeiner mit schlechten Absichten - Der Streitsüchtige - Feind - Feindlicher Krieger - Die Sportler - Totengräber - Sonnenträger | - Schwätzer am Telefon - Buntes Auge - Die Neuen - Die Feiglinge - Vorleser - Der Dicke - Der Alteingesessene - Der aufmerksame Arbeiter - Der junge Mensch - Der Pilot - Chor |

Nachfolgend alle Skizzen Malewitschs zu den Kostümen. Malewitsch schuf in späteren Jahren nach der Aufführung noch einige weitere Skizzen der Figuren, die hier nicht abgebildet sind.

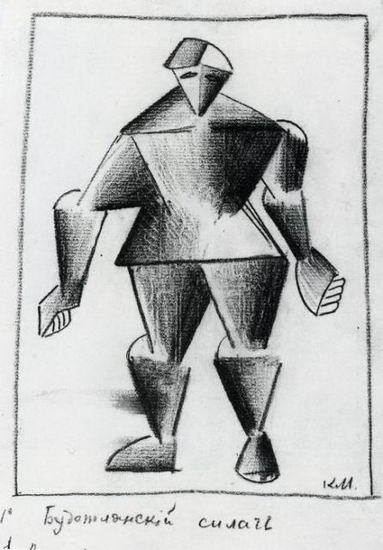
Futuristischer Kraftmensch
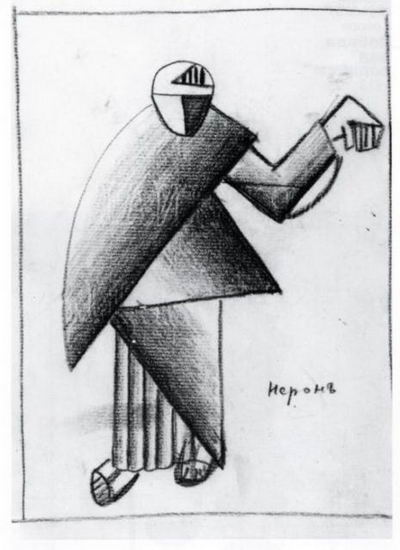
Nero
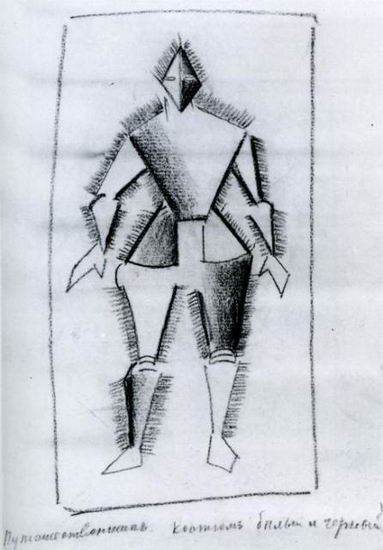
Reisender
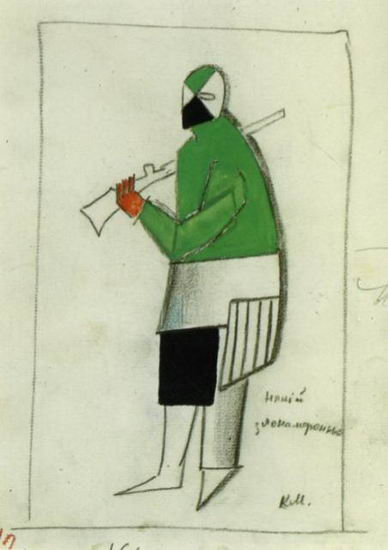
Irgendeiner mit schlechten Absichten
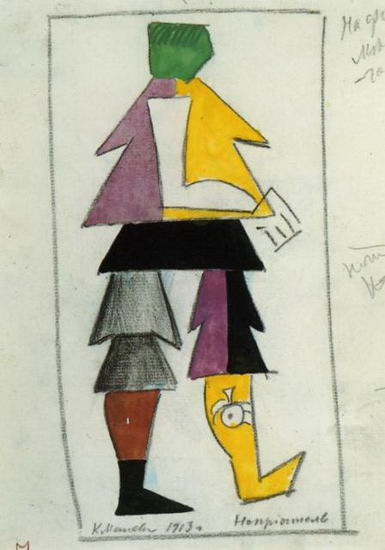
Feind
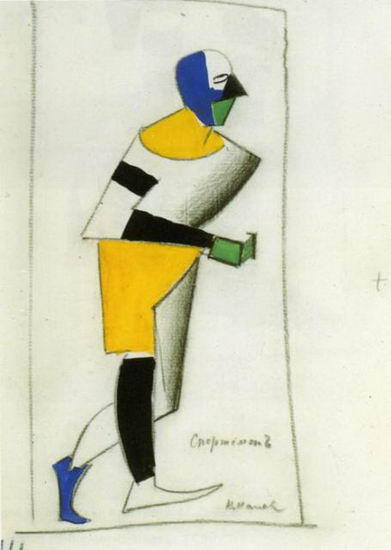
Sportler
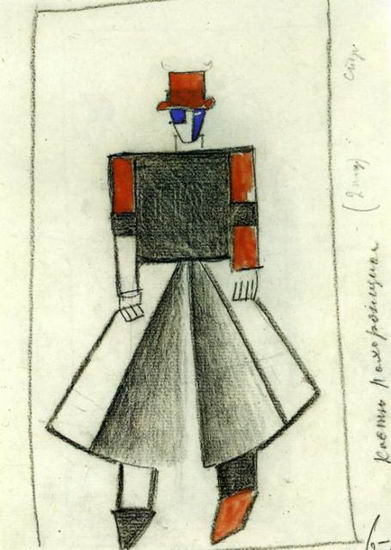
Totengräber
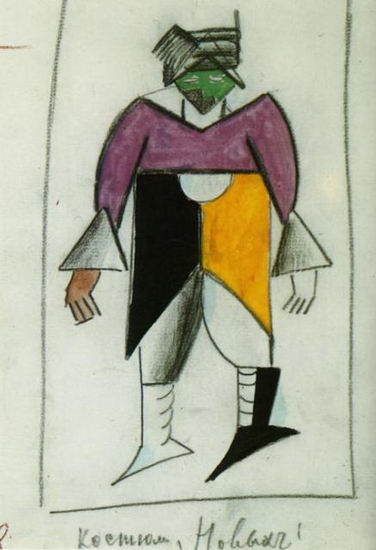
Neuer
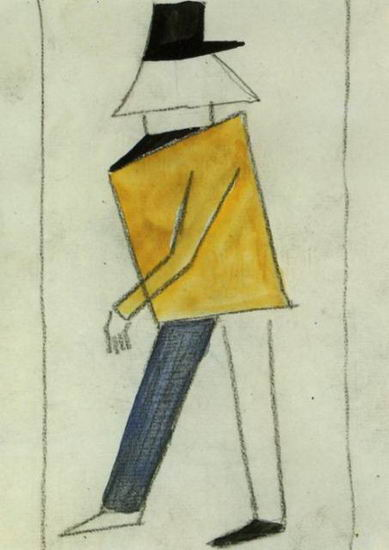
Feigling
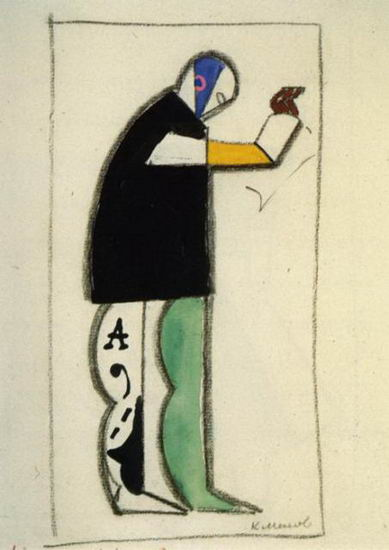
Leser
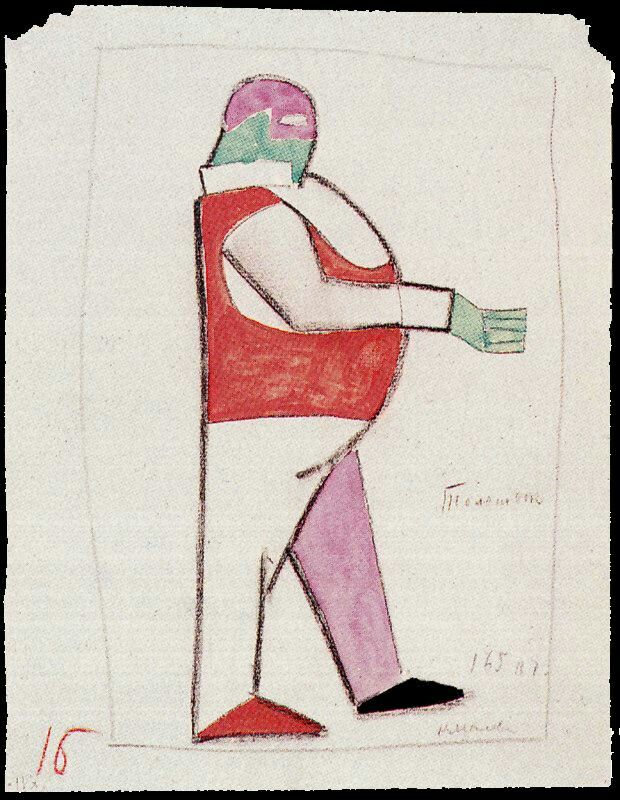
Fetter
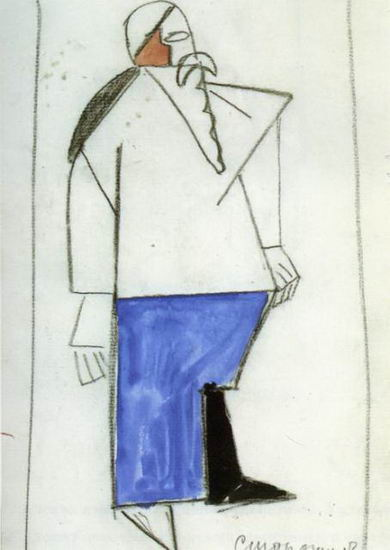
Alter
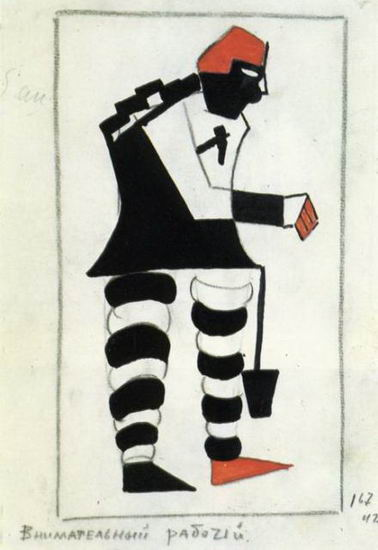
Aufmerksamer Arbeiter
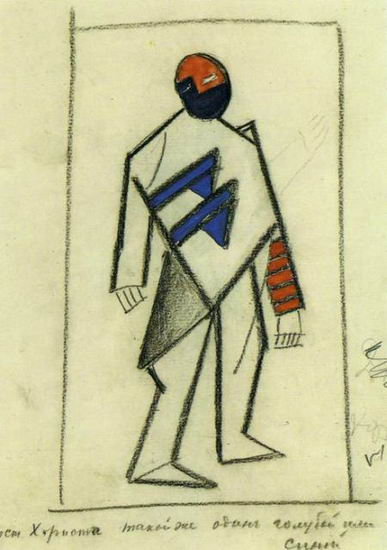
Chorsänger
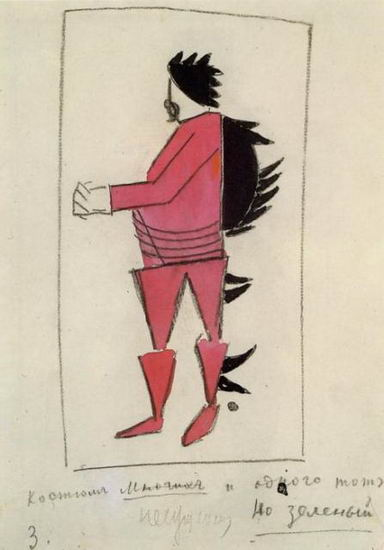
Mehrere und einer allein
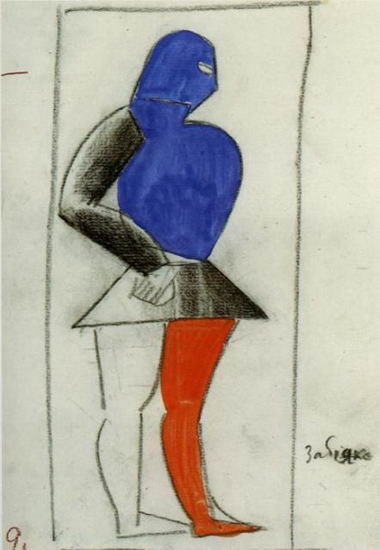
Schläger

## Rekonstruktionen
Von der Oper selbst sind nur Bruchstücke erhalten. Bisher gibt es wenige nennenswerte Rekonstruktionen des Stücks. Eine stammt vom Los Angeles County Museum of Art in Zusammenarbeit mit dem California Institute of the Arts unter der Regie von Robert Benedetti (Victory over the Sun) und wurde bei den Berliner Festspielen 1983 aufgeführt. In dieser Fassung wird der Aspekt des Sprechtheaters stärker berücksichtigt.

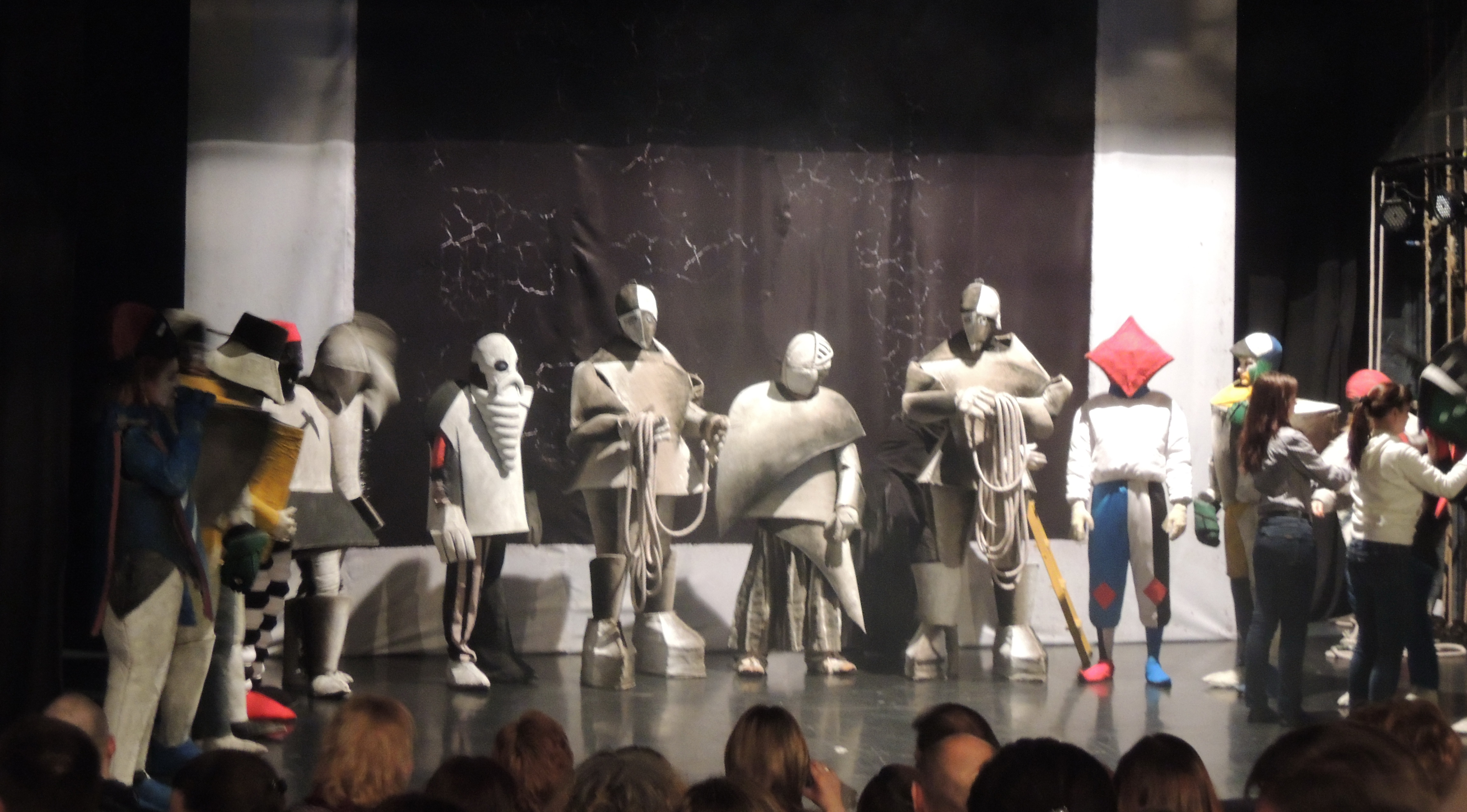
Szene aus der Aufführung 2014 in Moskau

1984 erarbeitete die Theaterunie Amsterdam (Regie: Chaim Levano, Musikalische Leitung: Huub Kerstens) die Produktion „Overwinning op de Zon“, die die Konzeption des biomechanischen Maschinentheaters betonte und in einer Fassung in deutscher Sprache auch an der Experimentierbühne der Bayerischen Staatsoper in München, Theater im Marstall, aufgeführt wurde.
Eine dritte Version aus dem Jahr 1993 versteht sich eher als Entwicklung des Materials und stammt vom österreichischen K&K Musiktheater unter der Leitung von Dieter Kaufmann, Musik: Sergei Dreznin, Bühnenbild und Film: Klaus Karlbauer. Der Komponist und Pianist Sergei Dreznin ist in Wsewolod Meyerholds Biomechanik geschult, die bereits für die Treppenszene von Panzerkreuzer Potemkin angewendet wurde. Diese Fassung berücksichtigt stärker den opernhaften Charakter des Originals. Eine weitere Fassung unter der Leitung von Julia Hollander, Musik: Jeremy Arden, wurde 1999 in London aufgeführt. Seit 2013 gehört eine rekonstruierte Fassung zum ständigen Repertoire des Theater Stas Namin in Moskau.